# Puchar Europy Mistrzyń Krajowych siatkarek (1983/1984)
Puchar Europy Mistrzyń Krajowych 1984 – 24. sezon Pucharu Europy Mistrzyń Krajowych rozgrywanego od 1960 roku, organizowanego przez Europejską Konfederację Piłki Siatkowej (CEV) w ramach europejskich pucharów dla żeńskich klubowych zespołów siatkarskich "starego kontynentu".

## Drużyny uczestniczące
- Tirol Innsbruck
- GYM Volley Bonneweg
- Jyväskylän PV
- BTV Luzern
- Panathinaikos Ateny
- Hapoel Naaman
- AEL Limassol
- Leixoes Matosinhos
- Bergen BSI
- Sollentuna Sztokholm
- Crvena zvezda Belgrad
- Eczacıbaşı Stambuł
- Hermes Oostende
- Helsingor KFUM
- AE Cornella
- DVC Dokkum
- CSKA Sofia
- Olimpia Rawenna
- CSM Clamart
- Slávia UK Bratysława
- SV Lohhof
- Tungsram Budapeszt
- SC Traktor Schwerin
- Dinamo Tirana

## Rozgrywki

### Runda wstępna
| Data       | Drużyna 1             | Wynik | Drużyna 2            | Sety                            |
| ---------- | --------------------- | ----- | -------------------- | ------------------------------- |
|            | Tirol Innsbruck       | 3:0   | GYM Volley Bonneweg  |                                 |
|            | Tirol Innsbruck       | 3:0   | GYM Volley Bonneweg  |                                 |
|            |                       |       |                      |                                 |
| 05.11.1983 | Jyväskylän PV         | 1:3   | BTV Luzern           | 9:15, 15:11, 12:15, 10:15,      |
| 13.11.1983 | Jyväskylän PV         | 2:3   | BTV Luzern           | 15:17, 15:10, 15:8, 5:15, 15:10 |
|            |                       |       |                      |                                 |
|            | Panathinaikos Ateny   | 3:1   | Hapoel Naaman        |                                 |
|            | Panathinaikos Ateny   | 3:0   | Hapoel Naaman        |                                 |
|            |                       |       |                      |                                 |
|            | AEL Limassol          | 1:3   | Leixoes Matosinhos   |                                 |
|            | AEL Limassol          | 0:3   | Leixoes Matosinhos   |                                 |
|            |                       |       |                      |                                 |
|            | Bergen BSI            | 0:3   | Sollentuna Sztokholm | 10:15, 6:15, 4:15,              |
|            | Bergen BSI            | 0:3   | Sollentuna Sztokholm | 11:15, 12:15, 2:15              |
|            |                       |       |                      |                                 |
|            | Crvena Zvezda Belgrad | 0:3   | Eczacıbaşı Stambuł   |                                 |
|            | Crvena Zvezda Belgrad | 1:3   | Eczacıbaşı Stambuł   |                                 |
|            |                       |       |                      |                                 |
|            | Hermes Oostende       | 2:3   | Helsingor KFUM       |                                 |
|            | Hermes Oostende       | 0:3   | Helsingor KFUM       |                                 |
|            |                       |       |                      |                                 |
| 06.11.1983 | Eczacıbaşı Stambuł    |       | AE Cornella          |                                 |
| 13.11.1983 | Eczacıbaşı Stambuł    |       | AE Cornella          |                                 |

### Runda 1/8
| Data       | Drużyna 1            | Wynik | Drużyna 2          | Sety                           |
| ---------- | -------------------- | ----- | ------------------ | ------------------------------ |
| 03.12.1983 | DVC Dokkum           | 1:3   | CSKA Sofia         | 13:15, 15:8, 4:15, 4:15,       |
| 10.12.1983 | DVC Dokkum           | 0:3   | CSKA Sofia         | 6:15, 12:15, 8:15              |
|            |                      |       |                    |                                |
|            | BTV Luzern           | 3:2   | Tirol Innsbruck    | 15:13, 15:4, 8:15, 13:15, 15:7 |
|            | BTV Luzern           | 1:3   | Tirol Innsbruck    | 8:15, 8:15, 16:14, 8:15        |
|            |                      |       |                    |                                |
|            | Olimpia Rawenna      | 3:0   | Hapoel Naaman      |                                |
|            | Olimpia Rawenna      | 3:0   | Hapoel Naaman      |                                |
|            |                      |       |                    |                                |
|            | CSM Clamart          | 3:0   | Leixoes Matosinhos |                                |
|            | CSM Clamart          | 3:1   | Leixoes Matosinhos |                                |
|            |                      |       |                    |                                |
| 04.12.1983 | Slávia UK Bratysława | 1:3   | SV Lohhof          | 12:15, 16:14, 5:15, 2:15,      |
| 11.12.1983 | Slávia UK Bratysława | 1:3   | SV Lohhof          | 8:15, 9:15, 15:4, 10:15        |
|            |                      |       |                    |                                |
|            | Sollentuna Sztokholm | 0:3   | Tungsram Budapeszt |                                |
|            | Sollentuna Sztokholm | 0:3   | Tungsram Budapeszt |                                |
|            |                      |       |                    |                                |
|            | Helsingor KFUM       | 2:3   | Eczacıbaşı Stambuł |                                |
|            | Helsingor KFUM       | 0:3   | Eczacıbaşı Stambuł |                                |
|            |                      |       |                    |                                |
| 03.12.1983 | SC Traktor Schwerin  | 3:0   | Dinamo Tirana      | 15:11, 15:11, 15:6             |
| 10.12.1983 | SC Traktor Schwerin  | 3:1   | Dinamo Tirana      | 13:15, 15:10, 15:10, 15:10     |

### Ćwierćfinał
| Data  | Drużyna 1          | Wynik | Drużyna 2           | Sety                      |
| ----- | ------------------ | ----- | ------------------- | ------------------------- |
|       | Tirol Innsbruck    | 0:3   | CSKA Sofia          | 4:15, 6:15, 6:15,         |
|       | Tirol Innsbruck    | 0:3   | CSKA Sofia          | 2:15, 1:15, 8:15          |
|       |                    |       |                     |                           |
|       | CSM Clamart        | 1:3   | Olimpia Rawenna     | 15:13, 8:15, 14:15, 2:15, |
|       | CSM Clamart        | 0:3   | Olimpia Rawenna     | 3:15, 1:15, 8:15          |
|       |                    |       |                     |                           |
|       | Tungsram Budapeszt | 3:1   | SV Lohhof           | 15:13, 15:2, 11:15, 15:10 |
| 18.01 | Tungsram Budapeszt | 0:3   | SV Lohhof           | 1:15, 11:15, 11:15        |
|       |                    |       |                     |                           |
|       | Eczacıbaşı Stambuł | 3:0   | SC Traktor Schwerin | walkower                  |

### Turniej finałowy
Monachium
Tabela
| Lp. | Drużyna            | Pkt | Mecze | Mecze | Mecze | Sety | Sety | Sety  |
| Lp. | Drużyna            | Pkt | M     | W     | P     | wyg. | prz. | ratio |
| --- | ------------------ | --- | ----- | ----- | ----- | ---- | ---- | ----- |
| 1   | CSKA Sofia         | 6   | 3     | 3     | 0     | 9    | 1    | 9.000 |
| 2   | Olimpia Rawenna    | 5   | 3     | 2     | 1     | 6    | 3    | 2.000 |
| 3   | SV Lohhof          | 4   | 3     | 1     | 2     | 3    | 7    | 0.429 |
| 4   | Eczacıbaşı Stambuł | 3   | 3     | 0     | 3     | 2    | 9    | 0.222 |

Wyniki
| Data       | Drużyna 1       | Wynik | Drużyna 2          | Sety                     |
| ---------- | --------------- | ----- | ------------------ | ------------------------ |
| 24.02.1984 | CSKA Sofia      | 3:0   | Olimpia Rawenna    | 15:7, 15:8, 15:13        |
| 24.02.1984 | SV Lohhof       | 3:1   | Eczacıbaşı Stambuł | 15:5, 15:12, 9 :15, 15:8 |
|            |                 |       |                    |                          |
| 25.02.1984 | CSKA Sofia      | 3:1   | Eczacıbaşı Stambuł | 15:12, 15:8, 10:15, 15:4 |
| 25.02.1984 | Olimpia Rawenna | 3:0   | SV Lohhof          | 15:7, 15:11, 15:5        |
|            |                 |       |                    |                          |
| 26.02.1984 | Olimpia Rawenna | 3:0   | Eczacıbaşı Stambuł | 15:12, 15:2, 15:1        |
| 26.02.1984 | CSKA Sofia      | 3:0   | SV Lohhof          | 16:14, 15:11, 15:4       |

## Klasyfikacja końcowa
| Miejsce | Drużyna            |
| ------- | ------------------ |
| złoto   | CSKA Sofia         |
| srebro  | Olimpia Rawenna    |
| brąz    | SV Lohhof          |
| 4.      | Eczacıbaşı Stambuł |